# Littérature taïwanaise
La littérature taïwanaise présente un certain nombre de traits spécifiques au sein du vaste ensemble de la littérature chinoise. Les principaux courants contemporains sont le mouvement moderniste et la littérature de terroir.

## Langues et ethnies
- Langues à Taïwan : taïwanais (67%), chinois (20%), hakka (11%)
- Langues de Taïwan
- Aborigènes de Taïwan (<3%), Festival international des cultures austronésiennes
- Démographie de Taïwan (>23 millions), Han (ethnie), Han Taiwanese (en)

## Histoire moderne
L'histoire ancienne de Taïwan reste méconnue. Habitée par des populations austronésiennes depuis 6 000 ans, l'île semble ne pas avoir été approchée par des populations chinoises avant +222. Plus tardivement, pêcheurs, marchands et pirates chinois ont pu fréquenter les côtes et les îles. 

### 17esiècle

Forces en présence à Formose au.

Les puissances ouest-européennes tentent de s'implanter à Formose. L'île est colonisée progressivement par la Chine au 17e siècle.
Les différentes ethnies autochtones ne laissent pas de documents écrits, mais leurs langues témoignent. Une littérature "autochtone" apparaît seulement vers 1970-1980.
- Formose néerlandaise (1624-1662), Conflits sino-néerlandais, Fort Zeelandia (Formose), Compagnie néerlandaise des Indes orientales
- Formose espagnole (1626-1642), Indes orientales espagnoles (1565-1898)
- Royaume de Middag (en) (1300c-1732c), Royaume de Tungning (1661-1683)
- Koxinga (1624-1662), pirate et général chinois, héros national taïwanais, Siège de Fort Zeelandia (1661-1662)

### 18esiècle
- Dynastie Qing (1644-1912)
- Taïwan sous la tutelle des Qing (1683-1895)

La sinisation de Taïwan s'engage.

### 19esiècle
- Guerre franco-chinoise (1884-1885), dont campagne de Keelung et des îles Pescadores
- Première guerre sino-japonaise (1894-1895), République de Formose (mai-octobre 1895)

### 20esiècle

#### Occupation japonaise: 1895-1945
- Taïwan sous domination japonaise
- Taiwan qingnian (Jeunesse taïwanaise)

L'occupation japonaise (1895-1945) amène les écrivains à s'exprimer aussi en japonais durant cette période. Lai He (en) (1894-1943), Wu Zhuoliu (en) (1900-1976), Yang Kui (en) (1905-1985), Chung Li-ho (Zhong Lihe, 1915-1960), Shi lang Wang (Wang Shilang, 1908-1984) sont les principaux représentants de cette période et sont considérés comme des précurseurs du mouvement de la littérature de terroir.
- 1920-1937 : Taiwanese New Literature Movement (台灣新文學運動), ou littérature nativiste (premier état).
- Lin Mosei (en) (1887-1947)

#### Exil du Kuomintang: 1949
- Terreur blanche et loi martiale (1947-1987)

L'exil du Kuomintang à Taiwan en 1949 donne naissance à une littérature patriotique, à coloration anticommuniste.
Ce dernier courant est représenté par exemple par les écrivains Chiang Kuei (en) (Jiang Gui, 1908-1980) ou Chu Hsi-ning (1927-1998).

#### Mouvement moderniste: 1960-
Un courant moderniste naît autour de la revue Xiandai wenxue (en) créée en 1960 par Chen Ruoxi (1938-), Bai Xianyong (1937-), Wang Wenxing (1939-) ou Ouyang Zi (en) entre autres. Les modernistes sont fortement influencés par la littérature occidentale, qu'ils contribuent à faire connaître sous forme de traductions. Ils s'intéressent aussi à la psychanalyse, au surréalisme ou à l'existentialisme. Nouveautés des thèmes et recherches formelles sont privilégiées.
Le recueil de nouvelles Gens de Taipei (1971) de Bai Xianyong est l'une des premières œuvres marquantes de ce mouvement. Le roman Garçons de cristal du même auteur est la première œuvre dont le thème est l'homosexualité. Avec son roman Processus familial paru en 1972, Wang Wenxing met en cause la piété filiale, fondement de la morale confucéenne.
Le mouvement moderniste s'est aussi exprimé dans le domaine de la poésie, avec Ya Xian (1932-), Luo Fu (1928-2018), Yang Mu (en) (1940-) ou Yu Guangzhong (en) (1928-).

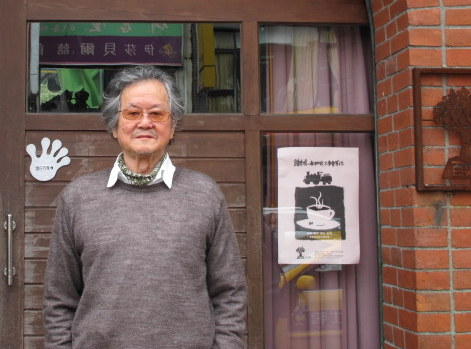
Hwang Chun-ming (1935-)
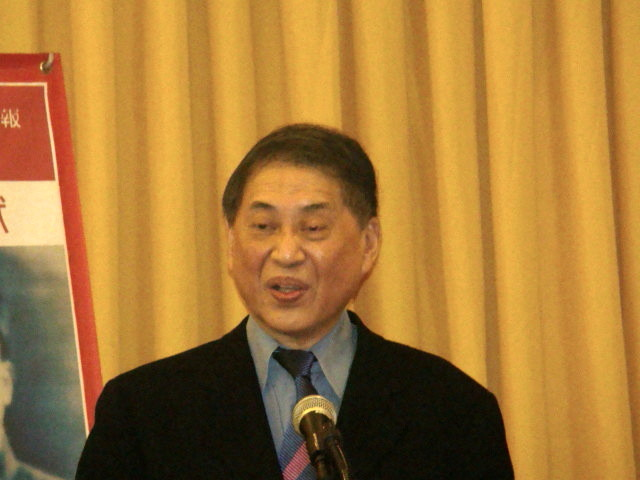
Bai Xianyong (1937-)
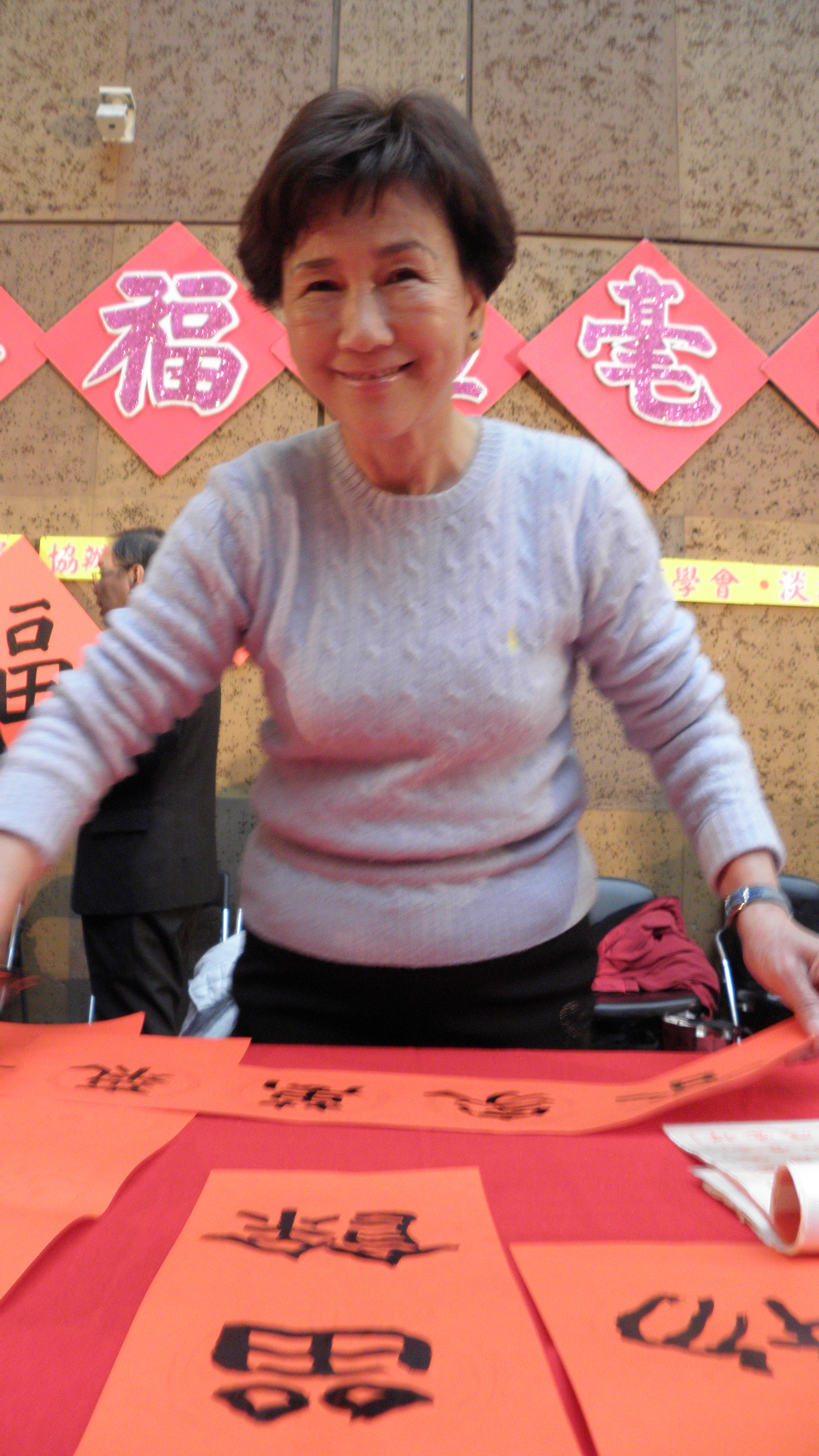
Chen Ruoxi (1938-)
Wang Wenxing (1939-)

#### Littérature de terroir: 1960-
La littérature de terroir (en) (xiangtu wenxue), dite aussi « nativiste », est née au même moment en réaction contre le mouvement moderniste, trop occidentalisé selon ses détracteurs, mais aussi contre la politique extérieure gouvernementale, focalisée sur une illusoire reconquête. La littérature du terroir privilégie les thèmes réalistes et prête attention aux problèmes de la société. Les œuvres de Hwang Chun-ming (1935-) sont représentatives de cet aspect, ainsi que celles de Wang Zhenhe (en) (1940-1990), de Qi Densheng (zh) (1939-2020) ou de Chen Yingzhen (en) (1937-2016).

#### Éclatement des tendances: 1980-
À la fin du 20e siècle l'ouverture politique du pouvoir entraîne une dispersion des tendances littéraires. De nombreux sujets jusque-là interdits sont aussi abordés. L'histoire est revue de façon critique. Certains écrivains appartenant auparavant à la littérature de terroir se tournent vers la littérature urbaine.
C'est le cas de Huang Fan (en) (1950-), qui dès 1979 met en scène dans son Lai Suo un militant indépendantiste désabusé. Le Goût amer de la charité (1984) du même auteur a pour cadre un immeuble dont les locataires n'arrivent pas à vivre en harmonie.
Zhang Dachun (en) (1957-), plus directement politique, s'en prend aux généraux vieillissants du Kuomintang dans La Stèle du général (1988) et au président de la République Lee Teng-hui (1923-2020) dans Le Disciple du mensonge.
Le féminisme est illustré par Li Ang (1952-), dont les œuvres suscitent régulièrement des polémiques, ainsi de son roman Tuer le mari (1983), dont le titre annonce le sujet. Une femme victime d'un mari sadique le tue : elle est condamnée à mort.
D'autres écrivains enfin, souvent en relation avec le mouvement indépendantiste, se revendiquent comme étant taïwanais, et non chinois. Ils abordent des sujets spécifiques à l'île. Parmi les courants apparus, celui de la « littérature des villages de garnison », dont deux des représentants les plus notables furent les sœurs Chu Tien-wen et Chu T’ien-hsin, filles de Chu Hsi-ning.
Outre Ouyang Tzu (en) (1939-), Li Ang (1952-), Chu Tien-wen (1956-) et Chu T’ien-hsin (1958-), précédemment citées, d'autres écrivaines se sont fait connaître sur la scène littéraire taïwanaise : Lin Haiyin (en) (1918-2001), Yu Lihua (en) (1929-2020), Liao Hui-ying (1948-) ou encore Su Wei-chen (en) (1954-).
Parmi les écrivains aborigènes : Syaman Rapongan (1957-).

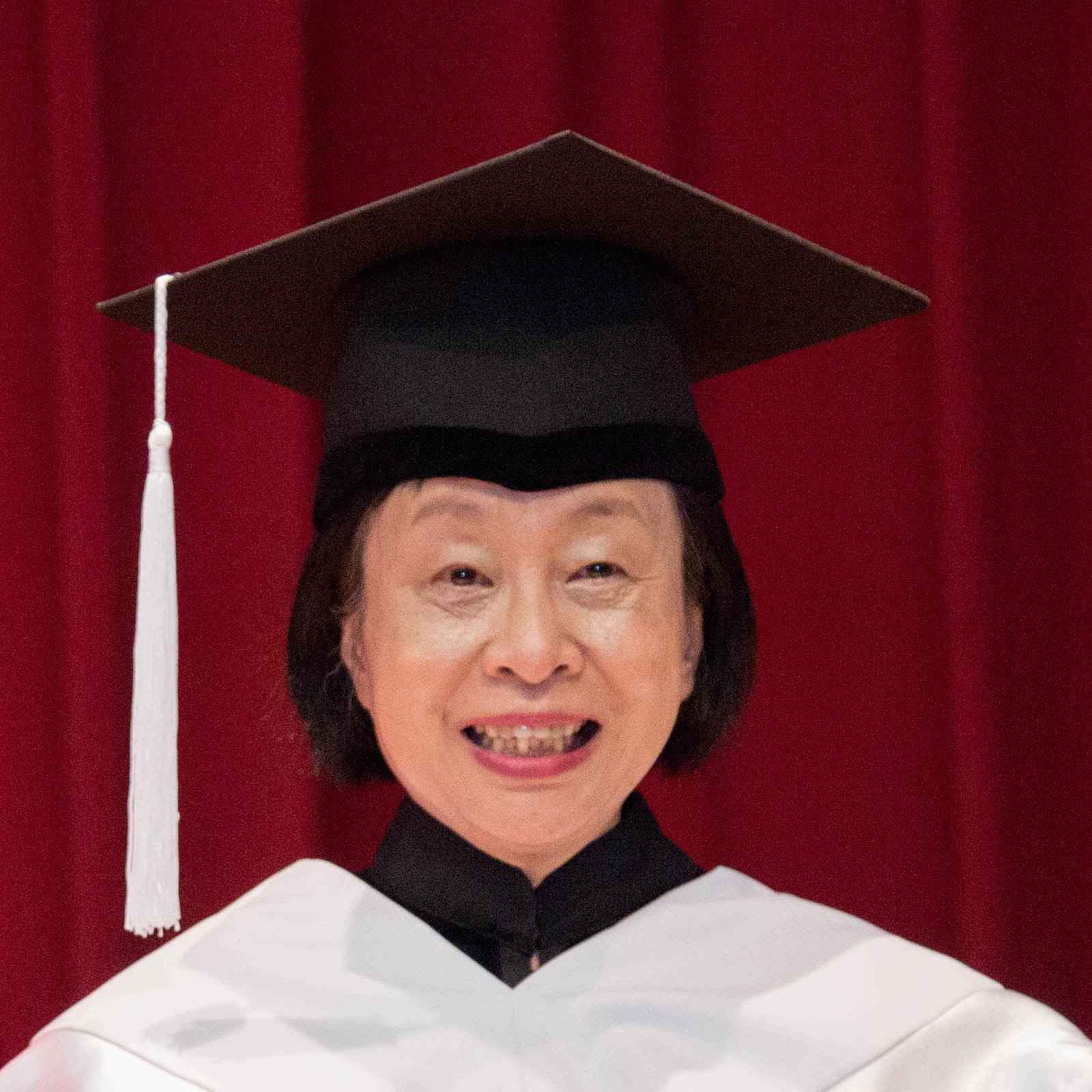
Li Ang
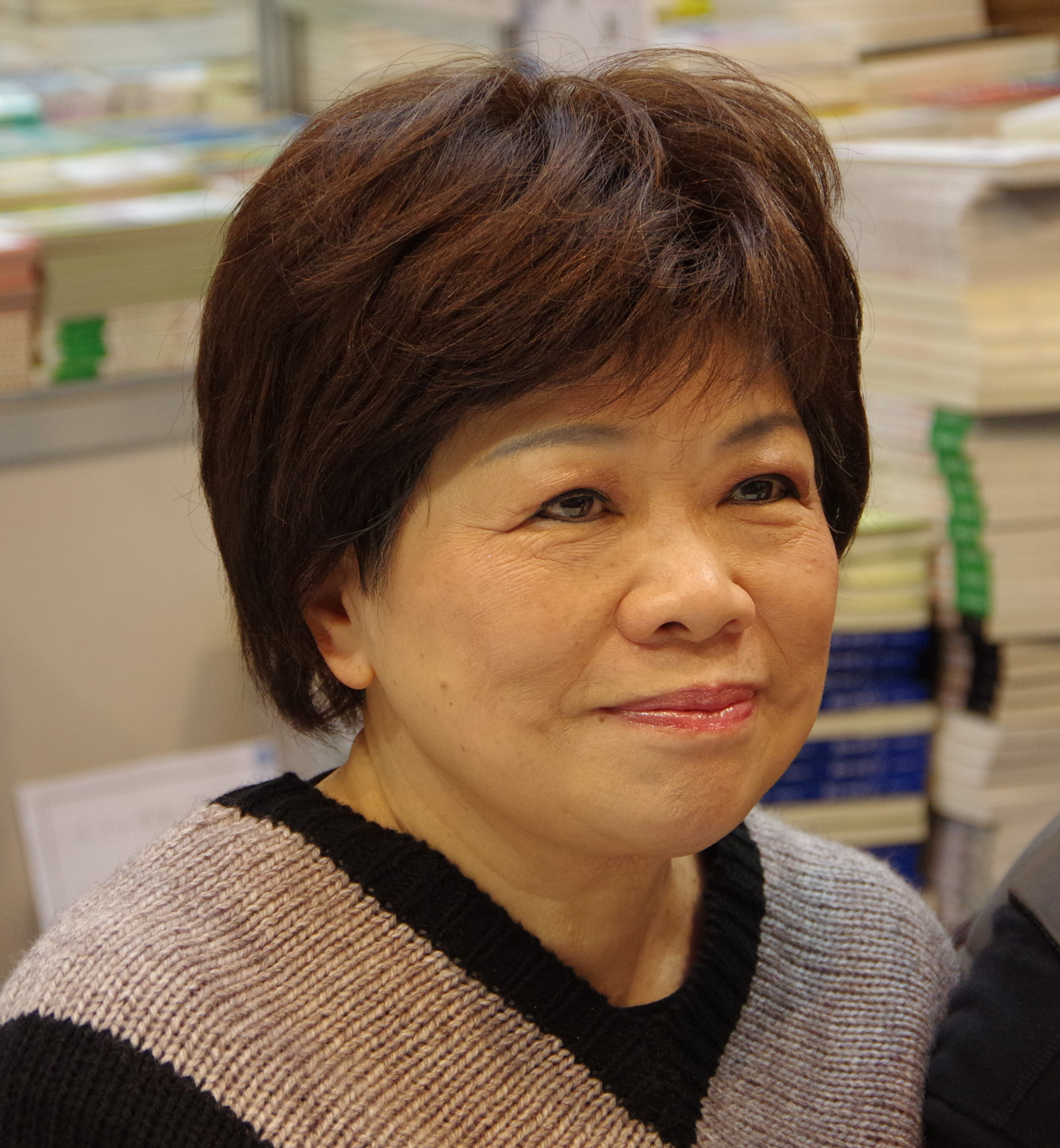
Liao Hui-ying
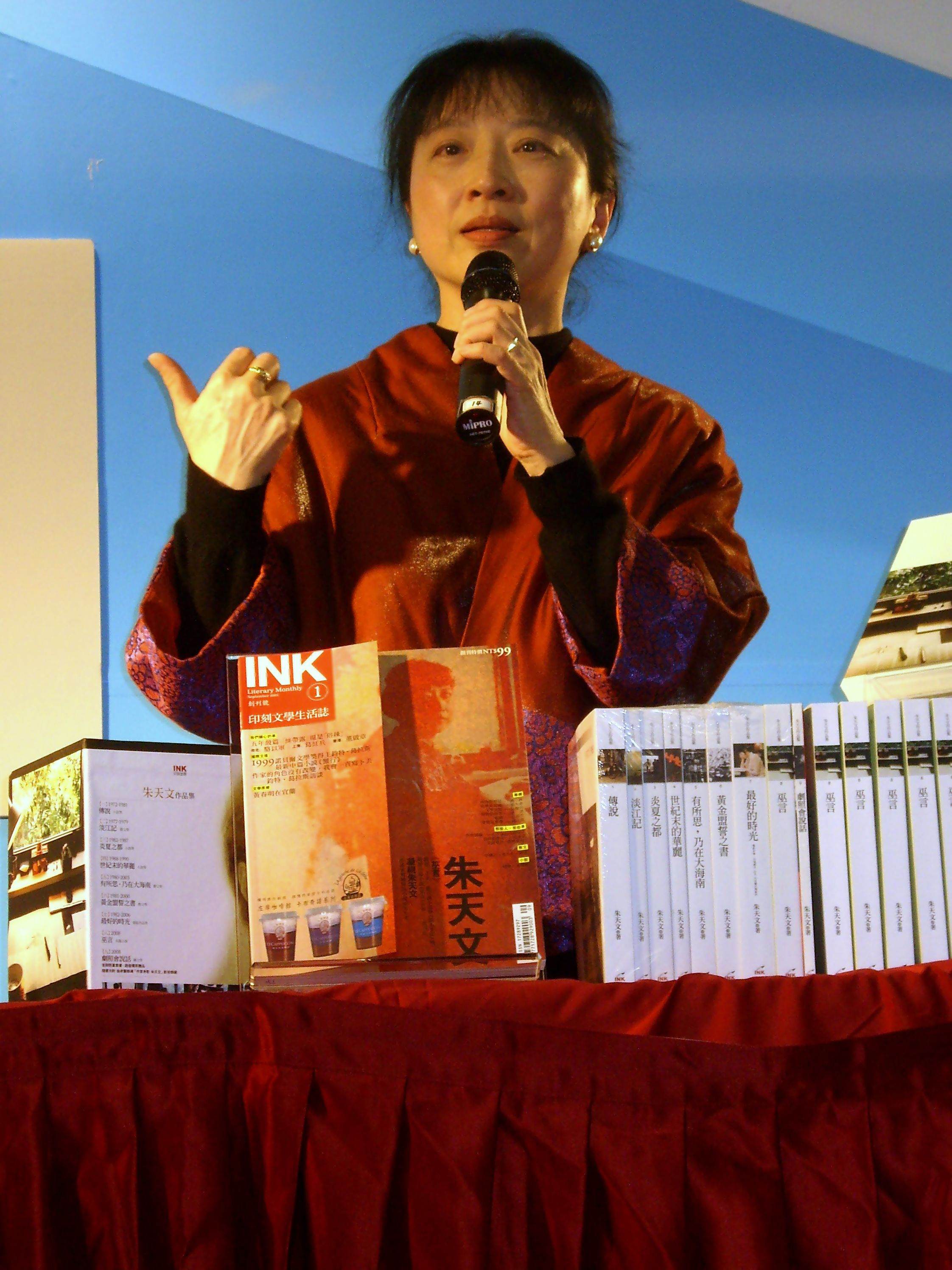
Chu Tien-wen

### 21esiècle
Taïwan tente la dé-sinisation (De-Sinicization (en)).

## Auteurs
- Liste d'écrivains taïwanais par année de naissance
- Liste alphabétique d'écrivains taïwanais (en)
- Littérature tongzhi (LGBT+)

## Œuvres
- Musong (en) (2009)

## Institutions
- Ministère de la Culture (république de Chine)
- Bibliothèque nationale de Taïwan (en) (1914)
- Bibliothèque nationale d'information publique (en) (1923)
- Bibliothèque nationale centrale (en) (1933)
- Bibliothèque de Changhua (en) (2004)
- Bibliothèque publique de Taipei-Beitou (en) (2006)
- Bibliothèques publiques à Taïwan (en)
- Librairie Le Pigeonnier[15]
- Foire internationale du livre de Taipei (TIBE, Taipei International Book Exhibition), et ses prix littéraires[16]

### Musées
- Musée National de la Littérature de Taïwan (en) (2003)
- Musée littéraire Lee Rong-chun (en) (2009)
- Musée littéraire de Taichung (en) (2010)
- Musée mémorial de littérature de Yang Kui (en) (2007)
- Hall mémoriel littéraire de Yeh Shih-tao (en) (2012)
- Musée littéraire de Yilan (en) (2001 ?)
- Musée littéraire Bo Yang (en) (2007)
- Musée littéraire Chung Li-he (en) (1983)
- Musée littéraire Liu Hsing-chin (en) (bédéiste, 2005)

### Revues
- New Taiwanese Literature (en), revue littéraire (1935-)
- Xiandai wenxue (en), revue littéraire (1960-)

### Prix
- Prix de la Fondation culturelle franco-taïwanaise [17]
- Prix d'or de la littérature taïwanaise 2020 (Taiwan Literature Golden Award)[18]